# Музей афористики Аркадия Давидовича
Музей афористики Аркадия Давидовича — частный литературно-художественный музей в Воронеже, первый и единственный в мире музей кратко выраженной мысли.

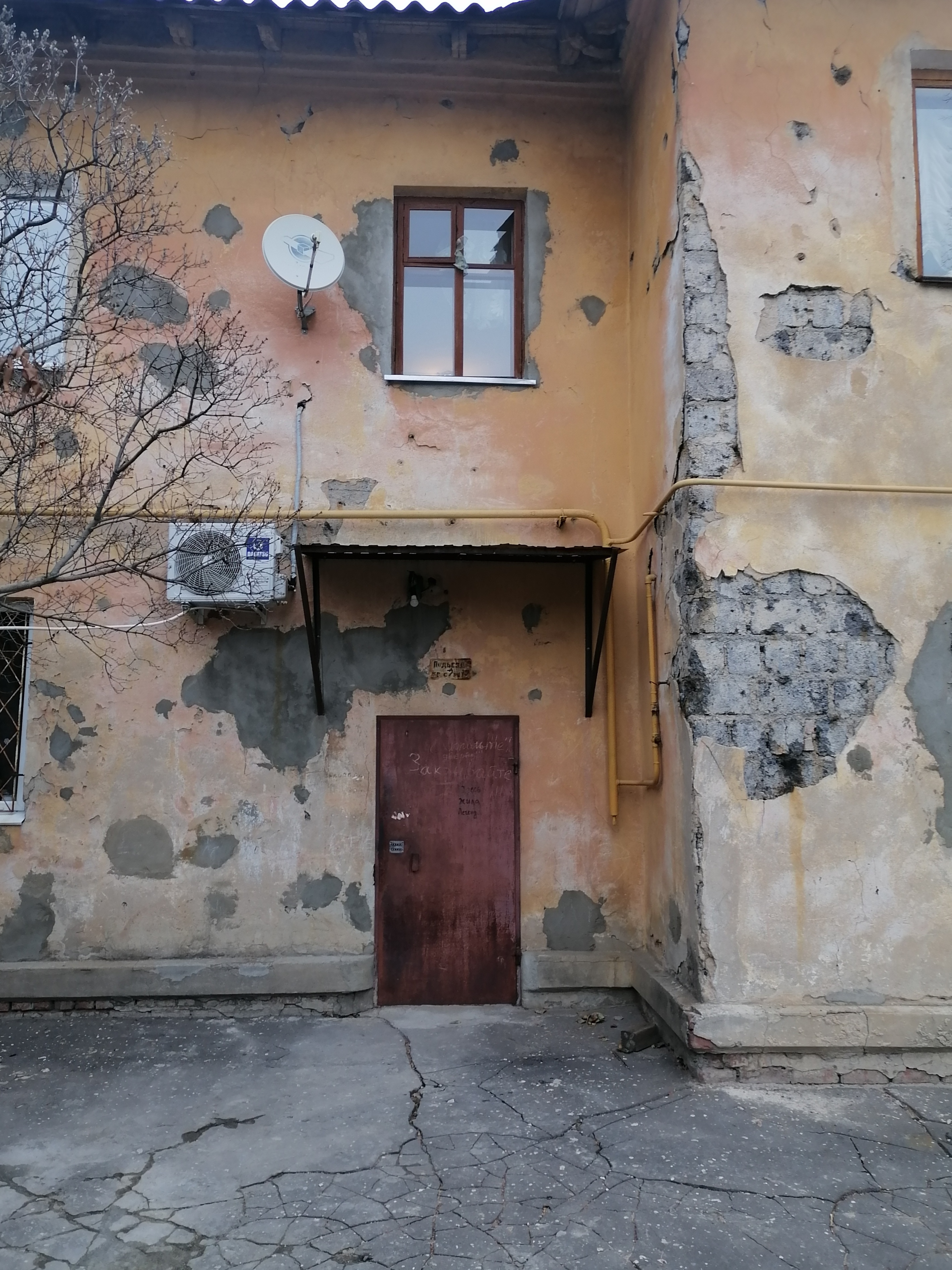
Вход в музей

## История основания
Музей был основан в 1977 году писателем-афористом Аркадием Давидовичем в творческом союзе с художницей Валентиной Золотых, картины которой стали иллюстрациями для книг афориста. История музея началась с того, что Валентина Золотых расписывала стены коммунальной квартиры цитатами сатирика, не допущенными советской цензурой к публикации в партийной прессе, в качестве кухонного протеста. С 2007 года к работе над экспозициями музея подключилась дочь Валентины — Анна Золотых; так экспозиция получила название «Музей трех гениев».
Музей расположен в старой части Воронежа, в доме № 73 по улице Сакко и Ванцетти. Здание построено в 1953 году немецкими военнопленными.
В 2020 году началась разработка проекта по созданию виртуального музея афористики.

## Фонды и экспозиции
В музее сохраняется богемный интерьер времен развитого социализма. Площадь музея 80 м². В фондах музея более 50000 единиц хранения, в том числе рукописи и книги, мебель и личные вещи писателя, а также картины и эскизы Валентины и Анны Золотых. С 2014 года при поддержке Фонда Хованского в музее осуществляется научно-просветительский проект «Афоризм — слово с большой буквы» с целью интеллектуального и нравственного развития посетителей.
В декабре 2022 года, к 100-летию образования СССР, вышел в свет сборник «Реквием по стране Советов», в который вошла сотня афоризмов Давидовича в переводе на 15 языков народов бывших союзных республик. Каждый афоризм в сборнике был проиллюстрирован картинами Валентины Золотых. Таким образом книга представила собой как бы передвижную экспозицию музея, или — музей-в-книге.

## Юбилейная выставка «Звезда Давидовича»
Выставка картин Валентины и Анны Золотых «Звезда Давидовича», приуроченная к 45-летию музея, проходила с 25 августа по 16 сентября 2022 года в воронежском «Доме архитектора». В экспозиции было выставлено в общей сложности порядка 80 работ, которые в сочетании с афоризмами Давидовича были оформлены в своеобразную «выставку мемов». Это мероприятие положило начало творческому конкурсу по художественному чтению афоризмов с таким же названием.

## Галерея
Ряд картин Валентины Золотых включены в проект постоянной экспозиции музея. Среди них как уже хорошо известные полотна с обложки журнала «Смена» и многочисленных публикаций в прессе — «Спаситель», «Хата», «Плащаница», «Костёр», так и работы, незнакомые широкой публике.